# Dušan Krásný
Dušan Krásný (10. března 1929 – září/říjen 2020) byl československý basketbalista a architekt. V roce 1960 se stal mistrem Československa a je zařazen na čestné listině mistrů sportu.
V československé basketbalové lize odehrál celkem 12 sezón v letech (1954-1966). Hrál za tým Spartak Sokolovo / Sparta Praha, s nímž získal 8 medailí, jednu zlatou za titul mistra Československa 1960, tři stříbrné za druhá místa (1956, 1959, 1961) a čtyři bronzové za třetí místa (1957, 1962, 1964, 1966). V československé basketbalové lize po zavedení podrobných statistik zápasů (od sezóny 1962/63) zaznamenal 122 bodů. 
S týmem Spartak Sokolovo / Sparta Praha se zúčastnil Poháru evropských mistrů v basketbale 1961, v šesti zápasech zaznamenal 36 bodů. Vyřadili Wolves Amsterdam (Holandsko) a Torpan Pojat Helsinky (Finsko), neuspěli až ve čtvrtfinále proti CCA Steaua Bukurešť (Rumunsko), rozhodl rozdíl 8 bodů ve skóre ze 2 zápasů.
Po skončení sportovní kariéry pracoval jako architekt. Dne 7. března 2019 převzal Čestné občanství městské části Prahy 5.
Zemřel na podzim 2020, pohřeb se konal 9. října 2020.

## Hráčská kariéra

### Kluby
- 1954-1966 Spartak Sokolovo - 1. místo (1960), 3x 2. místo (1956, 1959, 1961), 4x 3. místo (1957, 1962, 1964, 1966), 3x 4. místo (1955, 1958, 1963), 5. místo (1965)
- Československá basketbalová liga celkem 12 sezón (1954-1966), ... bodů (od sezóny 1962/63) a 8 medailových umístění
  - 1x mistr Československa (1960), 3x vicemistr (1956, 1959, 1961), 4x 3. místo (1957, 1962, 1964, 1966)
- Evropské poháry klubů - s týmem Spartak Sokolovo
  - Pohár evropských mistrů 1960/61, účast ve čtvrtfinále, vyřazeni CCA Bukurešť (60:50, 47:65)